# Wang Dapeng
Wang Dapeng (3 de dezembro de 1996) é um arqueiro profissional chinês.

## Carreira

### Rio 2016
Wang Dapeng fez parte da equipe chinesa nas Olimpíadas de 2016 que terminou em 4º lugar no Tiro com arco nos Jogos Olímpicos de Verão de 2016 - Equipes masculinas, ao lado de Gu Xuesong e Xing Yu.
Em simples perdeu na primeira rodada para o venezuelano Elías Malavé.